# Miguel Wiels

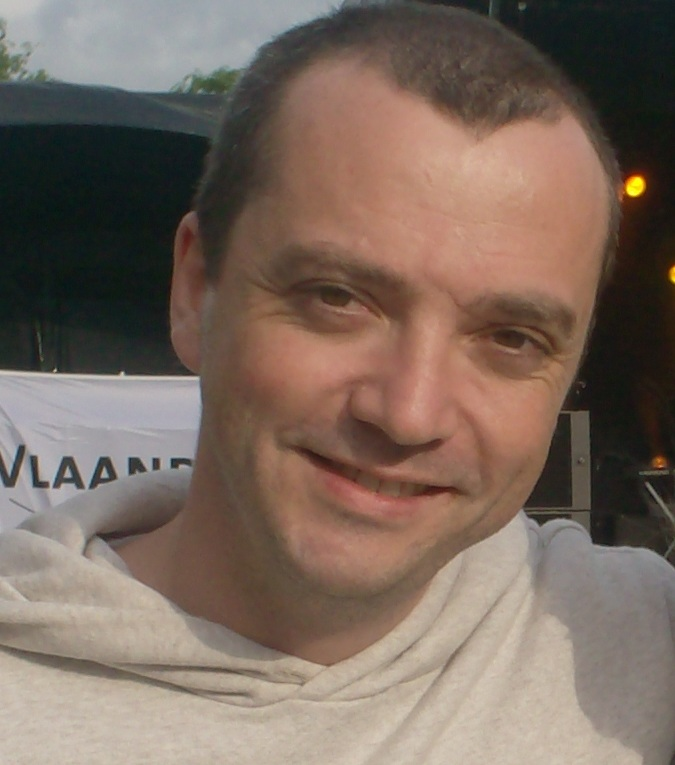
Miguel Wiels, 2012

Miguel José Eric Wiels (* 11. September 1972 in Sint-Amandsberg (zu Gent)) ist ein flämischer Musiker, Komponist und Musikproduzent.

## Biografie
Wiels wurde 1988 in der Talentshow Parade der Besten der Sendeanstalt TROS entdeckt. Danach war er zehn Jahre der begleitende Pianist des flämischen Künstlers Koen Crucke. Zwischen 1998 und 2021 schrieb er Lieder für die belgische Mädchenband K3. So schrieb er auch die Musik für den 2004 erschienenen Film K3 en het magische medaillon und saß 2009 als leitendes Jurymitglied in dem Fernsehformat K2 zoekt K3.
Wiels schrieb auch Lieder für belgische Kinderserien Samson en Gert, Mega Mindy, Prinsessia und vtmKzoom sowie Musik für die Künstler Niels Destadsbader, Jochem van Gelder, Kus, Laura Omloop und Yasmine. Wiels veröffentlichte unter seinem Namen auch eigene Musik.
Wiels war einer der festen Pianisten der musikalischen Ratesendung De Notenclub und auch zu sehen in De rechtvaardige rechters  (VRT Canvas) sowie Zo is er maar één (VRT 1). Als Pianist und Co-Moderator war er von 2008 bis 2010 fester Bestandteil der Show des Künstlers Peter Van de Veire mit dem Namen Peter Live.
2012 war Wiels der Musiker der Sendung Manneke Paul von Paul de Leeuw. Auch bei anderen VARA-Sendungen von de Leeuw wie De Kwis, Sint & De Leeuw, Pauls Puber Kookshow, Kun je het al zien? oder Wie steelt mijn show? lieferte Wiels die Musik zur Sendung. Bei den 2018 und 2019 aufgeführten Theatervorstellungen de Leeuws (Vette Pech!) war Wiels einer von zwei sich abwechselnden Musikern.
Nach dem abrupten Ende der de Leeuw-Sendung De Kwis mit dem begleitenden Moderatorenteam Van der Laan & Woe setzte Wiels die Zusammenarbeit mit den beiden Satirikern in der erfolgreichen Sendung Even tot hier fort. Die Sendung gewann den prestigeträchtigen Fernsehpreis Gouden Televizier-Ring und trug zu Wiels Popularität in den Niederlanden bei.
2020 nahm Wiels an dem Quizformat De slimste mens ter wereld teil. Nach zwei Folgen schied er aus.
In den Coronajahren 2021 und 2022 organisierte Wiels zusammen mit seiner Band aus dem Antwerpener Sportpaleis  die Sendung 24 uur live. Hierfür lud er über 100 belgische Künstler ein. Der Livestream wurde über die Website der belgischen Zeitung Het Laatste Nieuws gesendet und sehr positiv aufgenommen.
2023 erreichte er den zweiten Platz in dem flämischen Ableger der Sendung The Masked Singer. Er verkleidete sich als Pilz.
Seit der 1997 spielt Wiels in der Coverband The Magical Flying Thunderbirds.

### Privat
Wiels ist seit 2010 mit der Sängerin und Schauspielerin Free Souffriau (auch bekannt als Mega Mindy) verheiratet. Sie haben einen Sohn und eine Tochter. Wiels begleitet mit seinem Piano die Solokonzerte seiner Frau.

## Diskografie
- A Dream of No Return (1990)
- Lost in Romance (1998)
- Diamond Collection (2002)
- Mijn favoriete melodieën (2002)
- Monumentenzorg (2008)